# Digby Jones
Pour les articles homonymes, voir Jones.
Digby Marritt Jones, baron Jones de Birmingham, (né le 28 octobre 1955), est un homme d'affaires et homme politique britannique, qui est directeur général de la CBI (2000-2006) et ministre de l’État pour le commerce et l’investissement (2007-2008). Il siège à la Chambre des lords en tant que crossbencher.
Il est président non exécutif de Triumph Motorcycles Ltd, Thatcher's Cider Ltd, Metalfloor UK Ltd, Argentex Group plc et On Logistics Ltd et est administrateur non exécutif de DRP Holdings Ltd. Digby est président du conseil consultatif de X-Force (l'entreprise sociale qui aide les vétérans à devenir indépendants) et il est membre du South Warwickshire Multi Academy Trust.

## Formation et carrière
Jones est né le 28 octobre 1955 à Birmingham, en Angleterre. Il fait ses études à l'école Bromsgrove où il est préfet en chef. Il étudie le droit à l'University College de Londres en tant que sous-lieutenant dans la Royal Navy sur une place de cadet universitaire, obtenant son diplôme avec les honneurs de deuxième classe. Après avoir obtenu son diplôme, Jones travaille pendant 20 ans chez Edge & Ellison, un cabinet d'avocats basé à Birmingham,devenant associé principal de 1995 à 1998.
Jones est président du conseil régional des West Midlands de la CBI et devient le premier président régional en fonction à être nommé directeur général. Il est directeur général de la Confédération de l'industrie britannique (CBI) entre le 1er janvier 2000 et le 30 juin 2006. Il est nommé Knight Bachelor dans les honneurs du Nouvel An 2005 pour les services aux entreprises. Il est ensuite conseiller auprès de Barclays Capital, Ford, Deloitte et JCB. Il est ambassadeur non rémunéré pour les compétences au Royaume-Uni de 2006 à 2007.
Jones est administrateur non exécutif de l'entrepreneur informatique iSOFT de 2000 jusqu'à sa démission en juillet 2005, et reste pendant un an en tant que conseiller. À la suite de l'effondrement de la valeur d'iSOFT et des enquêtes sur ses pratiques comptables, Jones déclare "qu'il y a une limite à ce qu'un non-cadre peut savoir. Ils doivent se fier à ce que les conseillers leur disent et à ce que l'équipe de direction leur dit. Il est important que les gens comprennent cela. "

## Carrière politique
Le 29 juin 2007, Jones est ministre d'État chargé du commerce et de l'investissement au sein du ministère des affaires, des entreprises et de la réforme de la réglementation nouvellement créé et du ministère des Affaires étrangères. Il est nommé ministre du gouvernement dans le but de créer un gouvernement «de tous les talents» . Comme il n'est pas parlementaire à l'époque, Jones est nommé pair à vie et devient membre de la Chambre des lords. Il choisit de ne pas rejoindre le Parti travailliste. Il est créé comme pair le 10 juillet 2007 en tant que baron Jones de Birmingham, d'Alvechurch et de Bromsgrove dans le comté de Worcestershire, et prend son siège dans la Chambre des Lords le même jour.
Jones a envisagé de se présenter à la mairie de Londres après avoir été encouragé par un groupe d'hommes d'affaires de premier plan. Il est également approché par le Parti conservateur pour devenir son candidat, mais refuse.
En avril 2008, Jones annonce son intention de démissionner de son poste de ministre du Commerce et de l'Investissement plus tard dans l'année,. Il démissionne en octobre 2008 et est nommé ambassadeur des affaires au Royaume-Uni pour le commerce et l'investissement au Royaume-Uni. Dans son témoignage devant le Comité de l’administration publique, il déclare que son passage en tant que ministre subalterne est «l’une des expériences les plus déshumanisantes et dépersonnalisantes» que quiconque ait pu vivre et qu’il a été étonné par le nombre de fonctionnaires qui, selon lui, méritent le limogeage.
Le 20 septembre 2013, il prend la parole lors de la conférence du Parti pour l'indépendance du Royaume-Uni à Londres en tant que conférencier invité, sur les affaires et les questions économiques.
Le 29 septembre 2014, Jones présente le chancelier de l'Échiquier, George Osborne, avant son discours d'ouverture à la conférence du Parti conservateur à Birmingham. Il dit qu'Osborne "mérite une tape dans le dos" pour avoir "collé à vos armes et fait ce qui était juste pour notre pays". En réponse à toute rumeur concernant une éventuelle défection, il confirme également «je ne fais pas de politique de parti» et «les affaires sont ma circonscription».
Le 31 août 2020, il prend sa retraite de la Chambre des lords.

## Autres postes
Jones est un ambassadeur d'entreprise pour le Cancer Research UK. Il est Président de l'initiative diversité ça marche, un programme mené par l'organisation d'invalidité Champ d'application, ambassadeur diamant pour Mencap initiative WorkRight, conçu pour diffuser le message de l'égalité pour les personnes handicapées, vice-président de Birmingham Hospice, et patron de Lifecycle UK, Ladies Fighting Breast Cancer et Get A-Head, l'association caritative anticancéreuse qui lutte contre les maladies de la tête et du cou. Il soutient activement Ovarian Cancer Action, la Royal Marine Charity de la Royal Navy, la Royal Shakespeare Company, le City of Birmingham Symphony Orchestra. Il est le patron de la bourse Thomas Edington de l'Université de Western Australia à Perth.
Il est également vice-président des Amis de la British Library, une organisation caritative qui soutient financièrement la British Library.
Jones est vice-patron du National Museum of the Royal Navy. Il est un directeur non exécutif de Leicester Tigers. Il est vice-président de la Birmingham Civic Society et est président du Speakers Trust et conférencier de l'année en 2008.
Jones est le président du conseil consultatif de X-Force, l'entreprise sociale qui aide les vétérans à devenir indépendants. Il est également professeur adjoint à l'Université d'Australie occidentale.

## Apparitions dans les médias
Jones est l'invité de la radio BBC Radio 's Desert Island Discs, diffusé le 21 mai 2006. Il remporte Celebrity Mastermind de BBC One avec une marge de 9 points en terminant à 33 points le 5 janvier 2011.
Il présente le programme BBC Two The New Troubleshooter où il "aide les entreprises à réaliser leur potentiel", prenant le relais de John Harvey-Jones qui a présenté la série d'origine.
En juillet 2014, il présente une émission sur BBC Radio 4, The Business Covenant.
En 2020, il présente un programme sur la façon dont les entreprises se préparent pour le Brexit sur Times Radio.

## Livres
En 2011, Jones publie son premier livre Fixing Britain: The Business of Reshaping Our Nation (Wiley) qui est sélectionné pour le CMI Management Book of the Year 2012.
En 2017 Fixing Business: Making Profitable Business Work for the Good of All, est publié en avril 2017, également avec Wiley.